# Puigvoltors
El Puigvoltors és una muntanya de 1.010 metres que es troba al municipi de la Vall d'en Bas, a la comarca catalana de la Garrotxa.